# Glacera de Forno
La glacera de Forno (romanx: Vadrec del Forno, alemany: Fornogletscher) és una glacera de la vall dels Alps Grisons, a Suïssa. La glacera té una longitud de 6,15 km, una amplada mitjana d'1 km i cobreix una superfície de 8,72 km².

## Descripció
Amb una superfície de 8,72 km² la glacera Forno és la segona glacera més gran del cantó dels Grisons. Té el seu origen a una altitud de 3.200 m sobre el nivell del mar a la banda est de Cima di Castello (3.379 m) i al vessant occidental del Monte Sissone (3.330 m). L'alimenten altres camps primitius que flueixen des dels cims rocosos de Torrone (3.351 m). Sobre aquestes muntanyes passa la frontera entre Itàlia i Suïssa. Com a glacera de vall, la glacera del forn té un pendent inferior al 10% i, per tant, gairebé no té esquerdes. Flueix cap al nord. Al seu costat occidental hi ha la Cima dal Cantun (3354 m) i al seu costat est la Cima di Rosso (3.366 m) i el Monte Rosso (3.088 m). El final de la llengua de la glacera acaba actualment a una altitud de 2.230 m a Valo Forno.

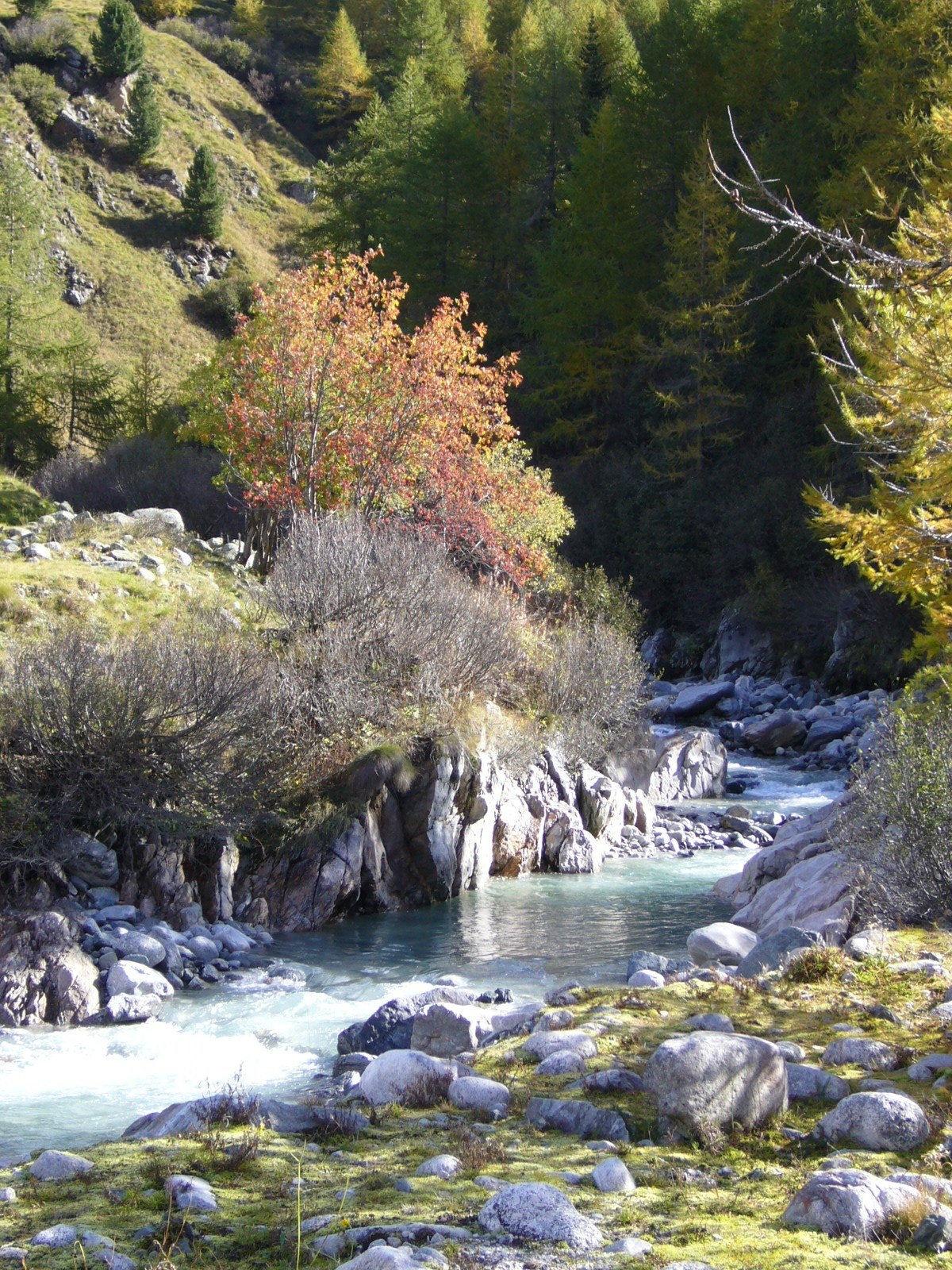
Orlegna, sortida de la glacera de Forno

Del front glacial brolla el riu Orlegna. És un afluent del Mera, que desemboca a l'Adda, que al seu torn és un afluent del Riu Po.

## Història
Des de la culminació de la Petita Edat de Gel a mitjans del segle xix, la glacera Furno ha retrocedit fortament. Després es va estendre 2 km més fins a la vall, que encara avui es pot reconèixer a l'antiga morrena.

## Turisme
Al vessant est de la glacera es troba a 2.574 m la cabana de Forno del Swiss Mountaineering Club (SAC). La cabana serveix de sortida a excursions de muntanya a les rodalies de la glacera de Forno.